# 疙瘩角殼灰介
疙瘩角殼灰介（学名：Cornucoquimba gibba）为半花介科角殼灰介屬下的一个种。